# Argot en France
L’argot français puise sa richesse dans différentes langues, dialectes et jargons professionnels.

## Voir aussi

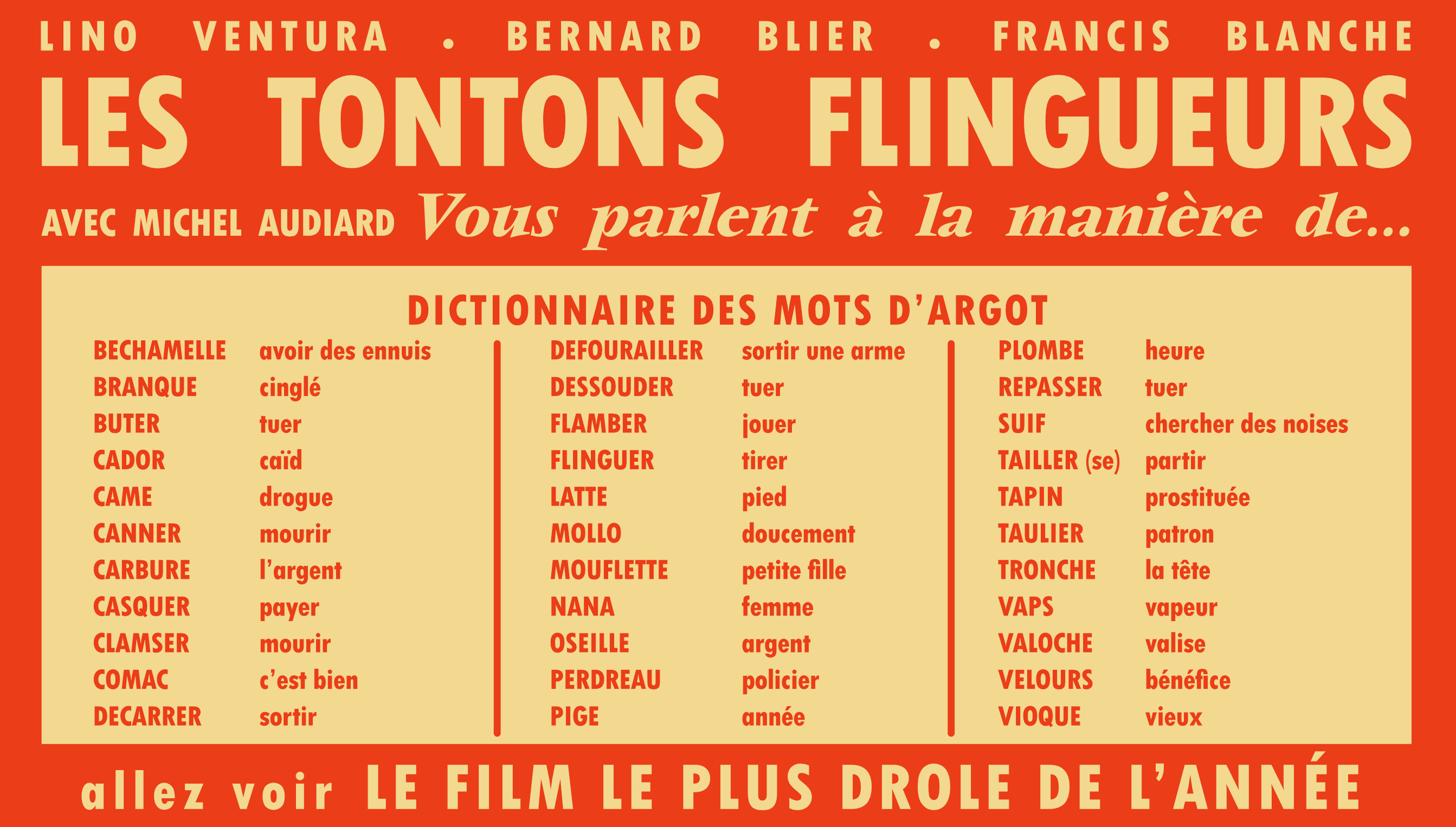
Un exemple d'argot français classique : celui des Tontons flingueurs en 1963.